# Az-Zajna
Az-Zajna (arab. الزينة) – wieś w Syrii, w muhafazie Hama. W 2004 roku liczyła 983 mieszkańców.